# Суперкубок Мальти з футболу 1997
Суперкубок Мальти з футболу 1997  — 13-й розіграш турніру. Матч відбувся 25 травня 1997 року між чемпіоном і володарем кубка Мальти клубом Валетта та віце-чемпіоном Мальти клубом Біркіркара.
| Володар Суперкубка Мальти 1997 |
| ------------------------------ |
|                                |
| Валетта Третій титул           |

## Матч

### Деталі
| 25 травня 1997 |

| Валетта     | 5:2      | Біркіркара  |
| ----------- | -------- | ----------- |
| Зарб Замміт | Протокол | Кутаяр Зара |

| Національний стадіон, Та-Калі |